# Прусський талер
Прусський талер (іноді прусський рейхсталер) — валюта Пруссії в 1750—1857 роках. Карбувався згідно грауманської стопи (Graumannscher Fuß), введеної німецьким купцем, економістом та генеральним директором монетних дворів Пруссії Йоганном Філіомп Грауманом, де з однієї срібної кельнської марки карбувалось 14 талерів вагою 22,27 г срібла 750 проби, тобто кожна монета містила 16,704 г чистого срібла,тобто на 9 грам менше, ніж класичний імперський талер (рейхсталер). 

## Історія
У 1566 році в Священній Римські імперії згідно Аугсбурзького монетного статуту була введена нова грошова одиниця — «рейхсталер» рівна 1/9 кельнської марки чистого срібла. Це відповідало 29,23 г срібла 889 проби, або 25,98 г чистого срібла.
У 1750 році німецький купець, економіст та генеральний директор монетних дворів Прусського королівства Йоганн Філіп Грауман ввів у дію грауманську стопу (Graumannscher Fuß), де з однієї срібної кельнської марки карбувалось 14 талерів вагою 22,27 г срібла 750 проби, тобто кожна монета містила 16,704 г чистого срібла. 
До 1821 року талер у Бранденбурзі поділявся на 24 гроша, кожен по 12 пфенігів. У власне Пруссії він поділявся на 3 польських гульдени (флорин або злотий), кожен по 30 грошів (кожен грош = 18 пфенігів) або 90 шилінгів . Грошова одиниця Пруссії була уніфікована в 1821 році, коли талер поділявся на 30 сильбергрошенів по 12 пфенігів кожен.
У той час як поширений північнонімецький талер, який використовувався в інших північнонімецьких землях з 1750 по 1840 рік, мав стопу 131⁄3 монет з однієї марки і карбувався в номіналах 2⁄3 і 11⁄3 талера, прусський талер мав стопу 14 монет з однієї марки і карбувався як монета номіналом в 1 талер.
З 1840-х років кілька інших німецьких держав встановили вартість північнонімецького талера на рівні з прусським талером, також 14 за марку. У 1857 році згідно Віденської монетної конвенції, ці північнонімецькі та прусські талери були замінені на союзний талер (Vereinsthaler), що став стандартом у більшій частині Німеччини. Оскільки старий прусський талер за вмістом срібла майже відповідав новому союзному талеру, прусські талери продовжували перебувати в обігу до впрвадження в 1871 році німецької золотої марки.
Золота прусська монета фрідріхсдор, що карбувалась з 1750 по 1857 рік (за винятком 1797 року, коли карбувався Дюкант) мала формальний номінал в 5 срібних прусських талерів. Вага та якість монет змінювалися зі зміною королів.